# Drosophila dumuya
Drosophila dumuya är en tvåvingeart som beskrevs av Burla 1954. Drosophila dumuya ingår i släktet Drosophila och familjen daggflugor.
Artens utbredningsområde är Elfenbenskusten och Kamerun.